# Stratokumulus
Stratokumulus (od lat. stratus: prostrt + cumulus: gomila, hrpa; međunarodna kratica Sc) je niski, slojeviti, najčešće kišonosni oblak u obliku pločica, grudica ili valjaka. U našim zemljopisnim širinama najčešće se nalazi na visini od 0,5 do 1,5 kilometar. Prema obliku može biti slojevit (stratiformis), lećast (lenticularis) i poput dvorca s tornjevima (castellanus). Mogu biti debeli od nekoliko desetaka do nekoliko stotina metara, a katkad i 1-2 km. Rubovi su pojedinih oblaka tanki, bijeli i propuštaju svjetlost, a sredina im je deblja i tamnija. Daje slabu oborinu (kišu, snijeg, snježna zrnca ili soliku). Osnova tih sivih do bijelih, grudasto-slojevitih oblaka, sastavljenih od kapljica vode, uvijek je tamna. Kuglaste i kupaste mase mogu biti i valjkaste ili zaobljene. Pojedini dijelovi mogu biti širi od 5°. Prema fizikalnom sastavu ubrajamo ih u vodene oblake.

## Vrste oblaka prema visini i obliku
Osnovna podjela oblaka temelji se na činjenici da je, usprkos velikoj raznolikosti oblaka, moguće izdvojiti ograničen broj svojstvenih oblika, koji se često mogu naći u gotovo svim dijelovima svijeta. Takva podjela svojstvenih oblika sadrži podjelu na rodove, vrste i podvrste, a kao dopunu daje i odlike koje detaljnije opisuju pojedina svojstva oblaka. Druga osnovna podjela odnosi se na visinu na kojoj se pojavljuju oblaci.
S obzirom na visinu nad tlom na kojoj se pojavljuju, razlikuju se niski, srednji i visoki oblaci te oblaci okomitog razvoja. U umjerenim zemljopisnim širinama niski oblaci nalaze se na visinama između tla i 2 km, srednji na visinama između 2 i 7 km, a visoki između 7 i 13 km. Oblaci okomitog razvoja pojavljaju se u pravilu na visinama između 800 m i 13 km (iznimno i do 16 km). Gornje su granice slojeva oblaka u tropima podignute za koji kilometar, a u polarnim su predjelima za nekoliko kilometara spuštene.
Prvu morfološku razredbu oblaka izradio je 1803. engleski amaterski meteorolog Luke Howard (1772. – 1864.) i ona se u proširenom obliku zadržala do danas. Osnovna je pretpostavka te podjele da je unatoč velikoj raznovrsnosti oblika oblaka moguće izdvojiti 10 vrsta karakterističnih oblika koji se nalaze u svim krajevima svijeta:
- visoki oblaci: cirus (Ci), cirostratus (Cs) i cirokumulus (Cc),
- srednje visoki oblaci: altostratus (As) i altokumulus (Ac),
- niski oblaci: stratokumulus (Sc), stratus (St) i nimbostratus (Ns),
- oblaci okomitog razvoja: kumulus (Cu) i kumulonimbus (Cb).

Vrste se dalje dijele na podvrste: castellanus (poput dvorca s tornjevima), fibratus (vlaknast), floccus (poput pramena vune), fractus (izlomljen), lentikularis (lećast), nebulosus (bezobličan), stratiformis (slojevit), uncinus (kukičast), spissatus (zgusnut) i tako dalje. Neki oblici dodatno karakteriziraju pojedine oblake, na primjer vrh u obliku nakovnja (inkus) ili vrećaste izbočine na podnici (mamatus).

## Slike
|                                                                         |                                                        |                                                          |                                                                             |
| Stratocumulus castellanus ili stratokumulusi poput dvorca s tornjevima. | Stratocumulus lenticularis ili lećasti stratokumulusi. | Stratocumulus stratiformis ili slojeviti stratokumulusi. | Stratocumulus undulatus ili usporedni stratokumulusi (slika iz zrakoplova). |

## Vanjske poveznice
|  | Zajednički poslužitelj ima stranicu o temi Stratocumulus clouds |